# ذخیره‌گاه طبیعی بارسا-کلمس
ذخیره‌گاه طبیعی بارسا-کلمس (به قزاقی: Barsa-Kelmes Nature Reserve) یک ذخیره‌گاه طبیعی در قزاقستان است که در شهرستان آرال واقع شده‌است.